# سلاخة
السُّلاخة أو أسلاخ في علم الأحياء (بالإنجليزية: Exuviae)‏، هي بقايا الهيكل الخارجي بعد عملية الانسلاخ التي تقوم بها الانسلاخيات (تتضمن الحشرات والقشريات والعنكبيات). والسلاخة مُهمة جداً لعُلماء الأحياء إذ يستطيع العالم من خلالها تحديد نوع الحيوان وجنسه. لا يعتبر بشكل أكبر ذا أهمية للدراسة العملية ولكن بسبب المقدرة على جمعها بسهولة إلى حد ما، فإنها يمكن أن تلعب دوراً هاماً في المساعدة على تحديد بعض الجوانب العامة لدورة حياة الأنواع عموماً مثل التوزُّع، ونسبة الجنس، والإنتاج والتكاثر في الموائل.

## معرض الصور

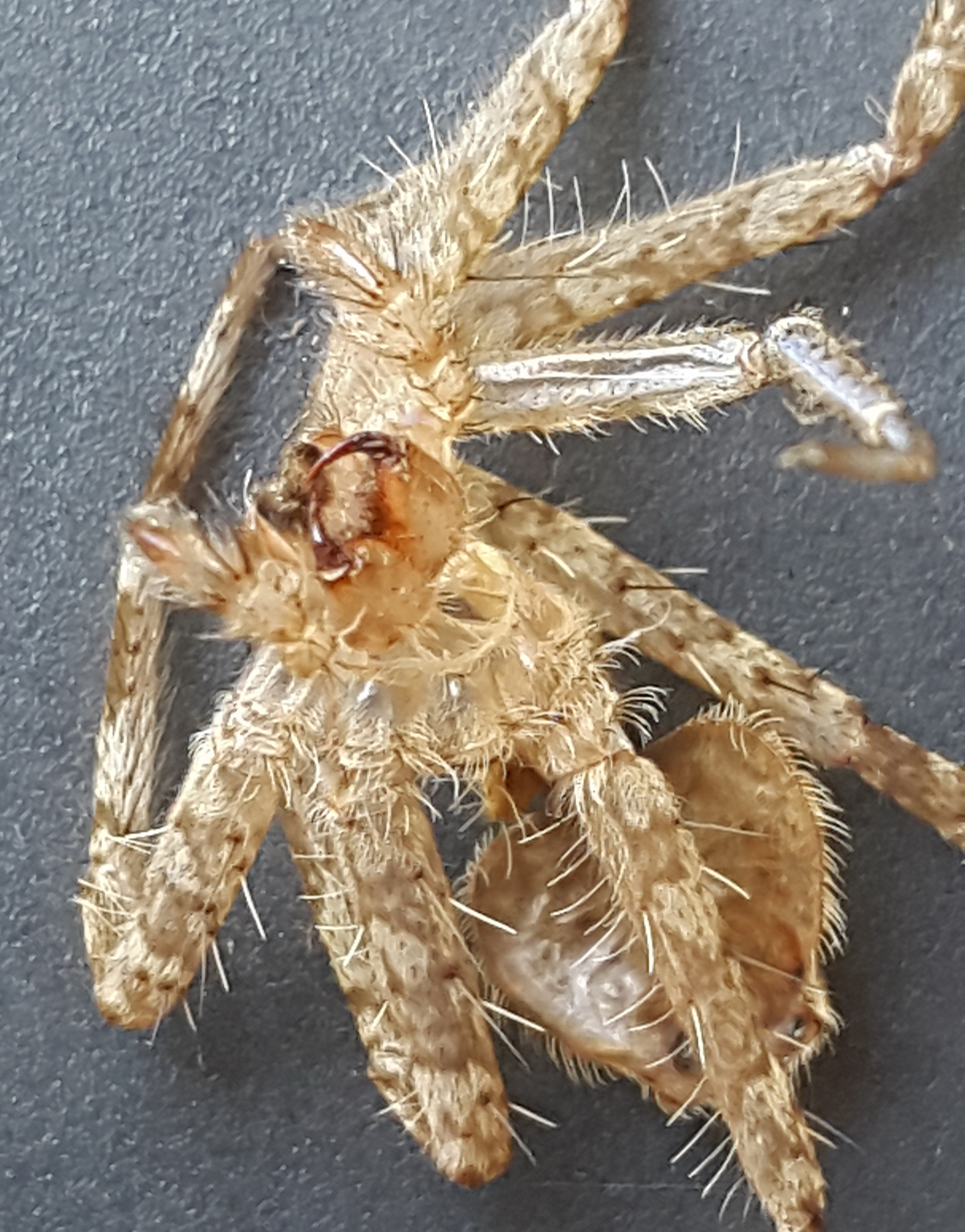
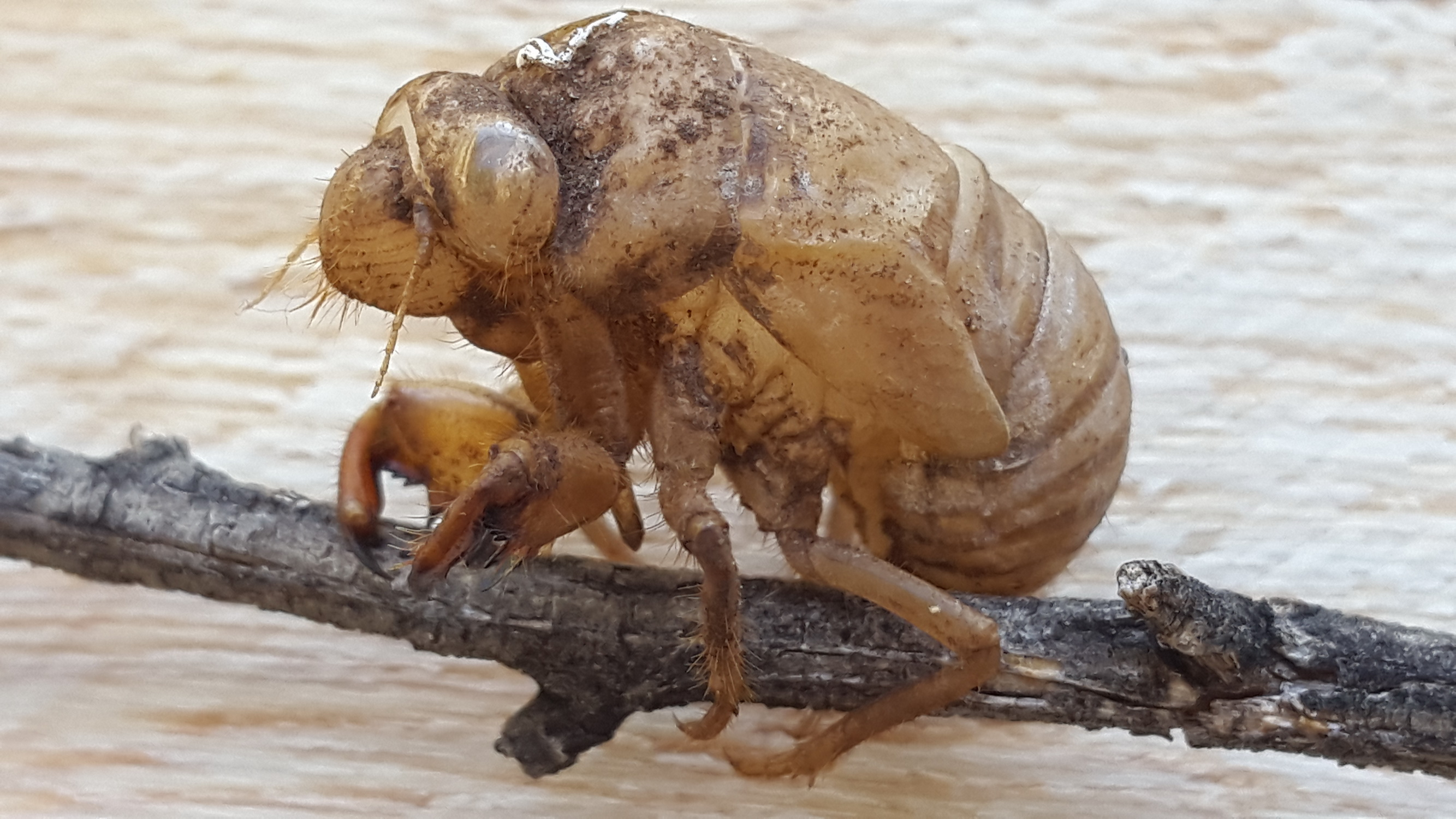
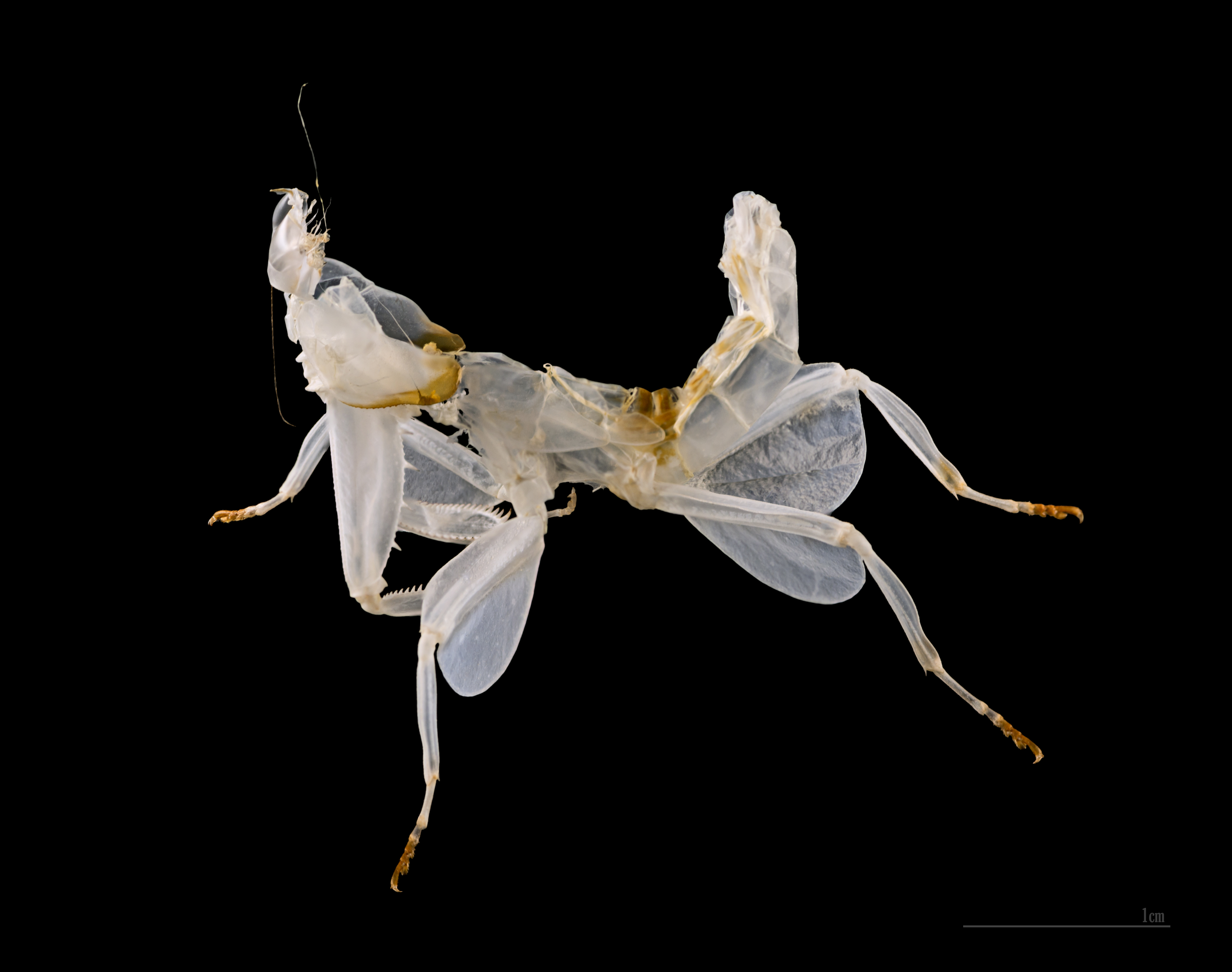
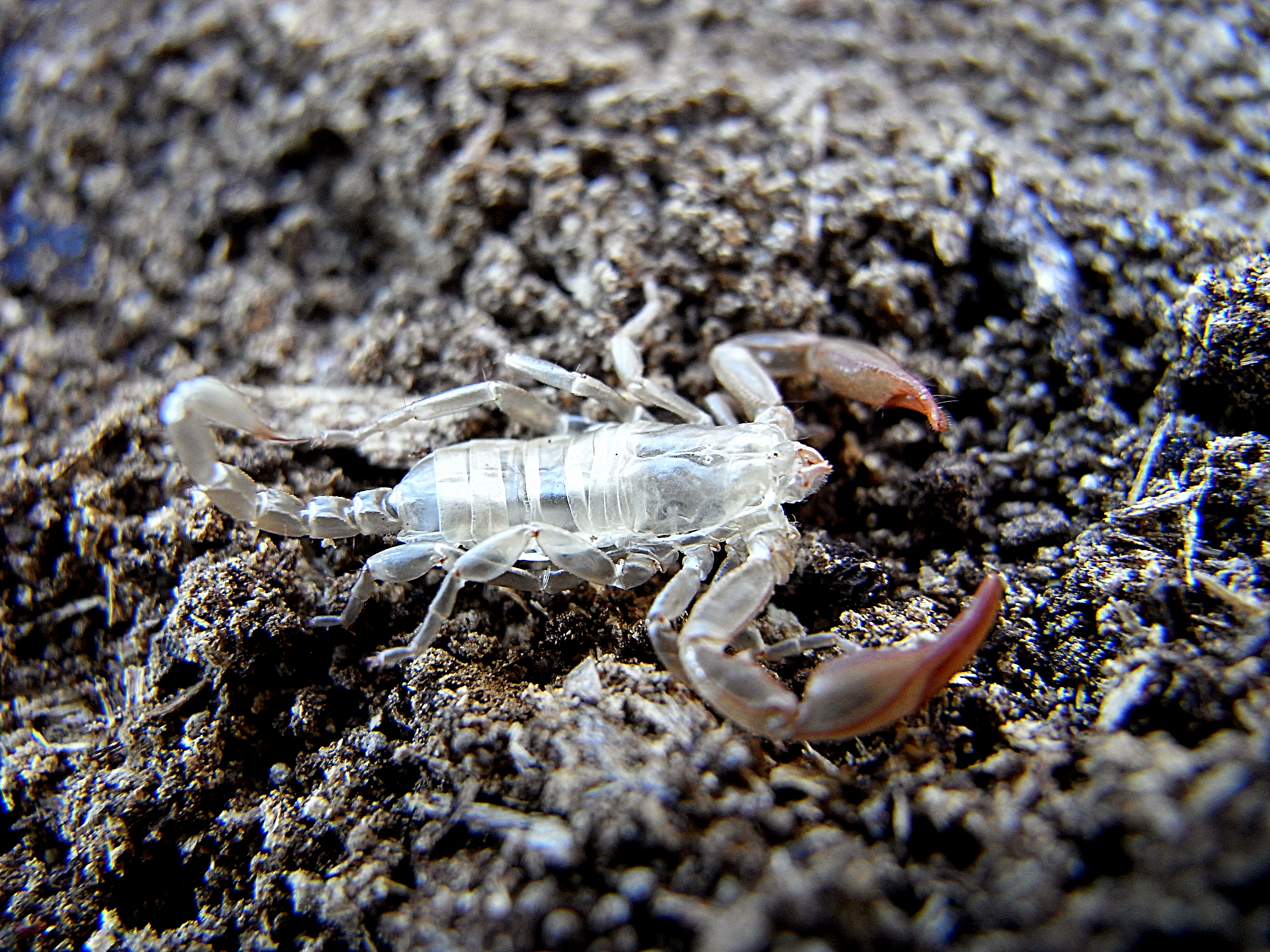
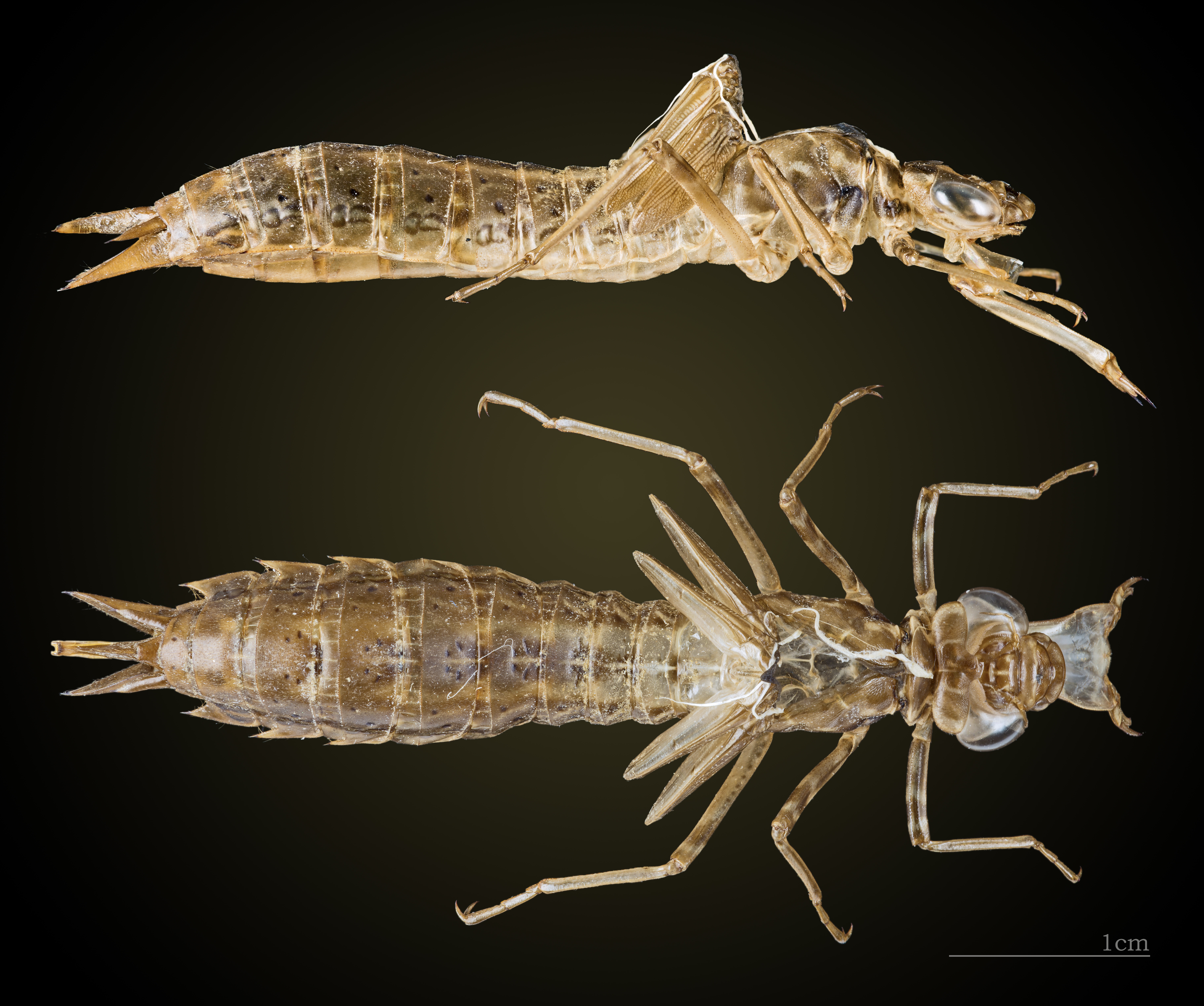